# Izabelów Mały
Izabelów Mały [izaˈbɛluf ˈmawɨ] est un village polonais de la gmina de Zduńska Wola dans le powiat de Zduńska Wola et dans la voïvodie de Łódź. Il se situe à environ 6 kilomètres à l'ouest de Zduńska Wola et à 44 kilomètres au sud-ouest de Łódź.
Le village compte approximativement 160 habitants.